# The Penguin
Pour les articles homonymes, voir Penguin et Pingouin (homonymie).
Production
Diffusion
Chronologie
The Batman
The Penguin est une mini-série américaine créée par Lauren LeFranc pour le service de streaming Max. Basée sur le personnage du Pingouin de DC Comics, cette série dérivée du film The Batman (2022) de Matt Reeves explore la montée en puissance du Pingouin dans le monde criminel de Gotham City. La série est produite par 6th & Idaho, DC Studios et Dylan Clark Productions en association avec Warner Bros. Television Studios.
Colin Farrell reprend son rôle du Pingouin, apparu dans The Batman, aux côtés de Cristin Milioti. Le développement débute en septembre 2021. Max commande la série peu après la sortie du film en mars 2022. Le tournage commence en mars 2023 à New York et dure jusqu'en juillet de la même année.
The Penguin est diffusé sur HBO et sur Max entre le 19 septembre et le 10 novembre 2024 et comporte huit épisodes.

## Synopsis
Une semaine après les événements liés aux agissements du Riddler, Oswald « Oz » Cobb — surnommé le Pingouin — va monter en puissance dans le monde criminel de Gotham City. Il va tenter de manipuler les deux familles des mafieux Carmine Falcone et Salvatore Maroni. Autrefois internée à l'asile d'Arkham par son propre père, Sofia Falcone n'est pas de cet avis et entend bien s'opposer à Oswald.

## Distribution

### Acteurs principaux
- Colin Farrell (VF : Boris Rehlinger) : Oswald « Oz » Cobblepot « Cobb » / le Pingouin
  - Ryder Allen (VF : Lana Ropion) : Oz, enfant
- Cristin Milioti (VF : Adeline Moreau) : Sofia Gigante (née Falcone)
- Rhenzy Feliz (en) (VF : Simon Koukissa-Barney) : Victor « Vic » Aguilar
- Deirdre O'Connell (en) (VF : Cathy Cerdà) : Francis Cobb
  - Emily Meade (VF : Olivia Luccioni) : Francis, jeune
- Clancy Brown (VF : Michel Dodane) : Salvatore « Sal » Maroni
- Michael Zegen (VF : Stéphane Marais) : Alberto Falcone
- Carmen Ejogo (VF : Annie Milon) : Eve Karlo
- Jayme Lawson : Bella Reál
- Michael Kelly (VF : Marc Saez) : Johnny Viti
- James Madio : Milos Grapa
- Mark Strong (VF : Éric Herson-Macarel) : Carmine Falcone
- Shohreh Aghdashloo (VF : Annie Balestra) : Nadia Maroni
- Scott Cohen (VF : Guillaume Orsat) : Luca Falcone
- Theo Rossi (VF : Benjamin Penamaria) : Dr Julian Rush
- Con O'Neill : (VF : Emmanuel Karsen) le chef Mackenzie Brock
- Louis Cancelmi (en) (VF : Jérémy Bardeau) : Rex Calabrese

### Acteurs récurrents
- Aleksa Palladino (VF : Alexandra Sabry) : Carla Viti
- David H. Holmes : Nick Fuchs
- Tess Soltau : Tina Falcone
- Marié Botha (VF : Karine Foviau) : Magpie (en)
- Jared Abrahamson : Squid (en)
- Nadine Malouf (VF : Véronique Desmadryl) : Summer Gleeson
- Aria Shahghasemi(VF : Julien Portugais) : Taj Maroni
- Owen Asztalos (VF : Tom Trouffier) : Jack Cobb, frère aîné d'Oswald
- Nico Tirozzi (VF : Emmylou Homs) : Benny Cobb, frère cadet d'Oswald

### Invités
- François Chau (VF : Guy Chapellier) : Feng Zhao
- Peter McDonald (en) : l'inspecteur William Kenzie (épisode 4)
- Rupert Penry-Jones : Don Mitchell Jr. (épisode 4)
- Rhys Coiro : Sebastian Hady

 Source et légende : version française (VF) sur RS Doublage et cartons du doublage français.

## Production

### Développement
En septembre 2021, HBO Max débute le développement d'une série dérivée du film The Batman (2022) centrée sur le personnage du Pingouin. Le réalisateur du long métrage, Matt Reeves, avait suggéré aux dirigeants du studio qu'une suite du film pourrait explorer davantage le Pingouin, mais ils préféraient utiliser l'idée pour une série télévisée. Lauren LeFranc est engagée pour écrire la série, tandis que Matt Reeves et Dylan Clark, producteur de The Batman, sont nommés producteurs exécutifs par le biais de leurs sociétés de production respectives, 6th & Idaho et Dylan Clark Productions. Ils avaient déjà commencé le développement d'une autre série dérivée centrée sur le département de police de Gotham City. Cependant, début mars 2022, cette série est mise en attente en faveur d'autres séries dérivées centrées sur des personnages de comics déjà existants,. Parmi celles-ci, la série sur le Pingouin est alors celle dont le développement est le plus avancé. Matt Reeves ne sait pas encore s'il va réaliser la série, qui selon lui précéderait une suite à The Batman et pourrait être liée à ce second film potentiel. Peu après la sortie de The Batman, HBO Max commande une mini-série intitulée The Penguin avec Lauren LeFranc comme show runner et productrice exécutive.
L'acteur Colin Farrell déclare en juillet 2022 que Matt Reeves ne réalisera pas la série, mais qu'il donne cependant des conseils sur la structure des scénarios et qu'il participe au choix du réalisateur. En octobre, Craig Zobel est engagé pour réaliser les trois premiers épisodes de la série et pour servir de producteur exécutif,. Il n'est pas clair à l'époque si les futurs projets DC de Matt Reeves pour l'univers partagé The Batman seront placés sous le contrôle de James Gunn et Peter Safran, désormais à la tête de DC Studios. James Gunn confirme peu après que DC Studios supervisera toutes les productions DC et qu'il avait déjà contacté Matt Reeves au sujet de ses projets. Lors de l'annonce des premiers projets de la nouvelle franchise DC, l'univers cinématographique DC, en janvier 2023, James Gunn déclare que tout projet qui ne s'inscrirait pas dans l'univers partagé du DCU serait à l'avenir étiqueté comme DC Elseworlds. C'est la même label que DC Comics utilise pour marquer les bandes dessinées qui sont séparées de la continuité principale. L'univers partagé de The Batman de Matt Reeves devait faire partie de ce label, y compris le Pingouin,.
Bill Carraro est désigné comme producteur exécutif le mois suivant. Il est précisé que la série se composera de huit épisodes, totalisant environ six à huit heures de contenu. Le titre The Penguin est officiellement confirmé en avril 2023 lorsqu'il a été révélé qu'elle serait diffusée sur le service de streaming Max, le successeur de HBO Max,.

### Écriture
L'intrigue de la série débute une semaine après les événements de The Batman, à la suite de l'inondation de Gotham City décrite à la fin du film, ce qui, selon Farrell, a donné lieu à une « histoire très délicate et très sombre ». La série se déroulera peu avant les événements de la suite du film, The Batman: Part II, prévue pour 2025,.
Dylan Clark déclare que la série montrera la montée en puissance d'Oz qu'il compare à celle de Tony Montana à Scarface (1983). Il ajoute que la série est destinée à être une histoire indépendante de The Batman permettrant d'améliorer l'expérience de visionnage du film. Matt Reeves a cité Du sang sur la Tamise (1980) comme autre influence et déclare que la série traitait du rêve américain, Oz étant « sous-estimé... personne ne pense qu'il est capable de faire quoi que ce soit mais il croit en lui avec une violence viscérale ». Lauren LeFranc écrit le scénario du pilote début mars 2022, en plus d'écrire les autres épisodes. Colin Farrell découvre le script du premier épisode mi-octobre 2022 et le qualifie de savoureux et inhabituel.

### Distributions des rôles
Lorsque le développement de la série est révélé en septembre 2021, Colin Farrell est approché pour reprendre son rôle de Pingouin introduit dans The Batman, mais il n'est pas contractuellement obligé de faire la série. En décembre, il signe officiellement pour jouer dans la série et la produire. Il décrit le travail avec Lauren LeFranc comme une expérience de collaboration similaire à celle avec Matt Reeves sur The Batman. En mars 2022, Matt Reeves déclare qu'il est possible que d'autres personnages du film apparaissent dans la série.
Fin octobre, Cristin Milioti est choisie pour interpréter le rôle principal féminin de la série, Sofia Falcone. En février 2023, Rhenzy Feliz est annoncé dans un rôle principal, qui serait celui d'un adolescent se liant d'amitié avec Cobblepot et devient son chauffeur. Michael Kelly, Shohreh Aghdashloo et Deirdre O'Connell sont également confirmés dans des rôles non divulgués.
Le mois suivant, Clancy Brown est choisi pour le rôle récurrent de Salvatore Maroni. Plus tard en mars, Michael Zegen, James Madio, Scott Cohen et Theo Rossi ont été choisis pour des rôles récurrents,. Il est précisé que Michael Zegen sera Alberto Falcone. Carmen Ejogo, François Chau et David H. Holmes sont annoncés dans des rôles récurrents le mois suivant.

### Design
Colin Farrell a déclaré que Mike Marino, le concepteur de maquillage pour The Batman, reviendrait pour la série, et il a estimé que le maquillage était plus subtilement perfectionné, lui permettant d'explorer librement au-delà de ses caractéristiques faciales.

### Tournage
Le tournage débute le 1er mars 2023, à New York, sous le titre de travail Boss. Il doit durer entre cinq et six mois.
Pendant la promotion de la série, l'acteur principal Colin Farrell a reconnu qu'il regardait des films Pixar comme Toy Story à chaque fin de journée de tournage pour lui donner des moments d'évasion et échapper au coté nihiliste et violent d'Oswald Cobblepot : « Lorsqu’on avait fini de tourner, je n’en pouvais plus. J’étais grincheux, parce qu’il est tellement sombre, c’est un personnage qui est incroyablement cruel. (...) Après le tournage, je regardais des films Pixar, comme Nemo, des choses légères. »

## Épisodes
1. Cinq à Sept (After Hours)
2. Infiltré (Inside Man)
3. Paradis (Bliss)
4. À la vôtre (Cent'Anni)
5. Retour au bercail (Homecoming)
6. Le Sommet d'or (Gold Summit)
7. Haut de forme (Top Hat)
8. De grandes choses, de petites choses (Great or Little Thing)

## Diffusion

### Promotion
Les premières images de la série sont dévoilées en avril 2023. Anthony D'Alessandro du site Deadline.com déclare que les images « ont l'air d'un Sopranos sombre, avec Farrell jouant un patron du crime à part entière. »

### Date de diffusion
Initialement prévue pour le service de streaming Max (qui remplace HBO Max), The Penguin est finalement diffusée à partir du 19 septembre 2024 sur la chaîne HBO. Elle comporte huit épisodes.

## Fiche technique
- Titre original : The Penguin
- Création : Lauren Le Franc, d'après le personnage créé par Bob Kane et Bill Finger
- Producteur délégués : Matt Reeves, Dylan Clark, Colin Farrell, Daniel Pipski, Adam Kassan, Lauren LeFranc, Craig Zobel, Bill Carraro
- Société de Productions : 6th & Idaho, DC Studios et Dylan Clark Productions en association avec Warner Bros. Television Studios
- Sociétés de distribution : Max (télévision, États-Unis) et Warner Bros. Television (globale)
- Pays de production :  États-Unis
- Langue originale : Anglais
- Genre : Crime, drame

## Accueil
| Résultats agrégés    | Résultats agrégés |
| Source               | Notation          |
| -------------------- | ----------------- |
| Metacritic           | 72/100            |
| Rotten Tomatoes      | 95%               |
| Notes d'évaluation   |                   |
| Source               | Notation          |
| The Daily Telegraph  |                   |
| Empire               |                   |
| Weekly entertainment | B                 |
| Standard Evening     |                   |
| Financial Times      |                   |
| The Independent      |                   |
| IndieWire            | B–                |
| NME                  |                   |

Sur le site d'agrégation de critiques Rotten Tomatoes, 95 % des 65 critiques sont positives, avec une note moyenne de 7,9/10. Le consensus du site se lit comme suit: «Représentant Gotham à travers des coups de poing brisants plutôt que des onomatopées éclatantes, Le Pingouin est une saga policière réaliste à laquelle Colin Farrell et une Cristin Milioti qui vole la vedette ont donné du sérieux.». Metacritic, qui utilise une moyenne pondérée, a attribué une note de 72 sur 100, basée sur 29 critiques, indiquant des critiques « généralement favorables ».
Martin Robinson, de The London Standard, a donné cinq étoiles à la série. Il l'a saluée comme une « étude de personnage riche, portée par une performance de Colin Farrell qui a battu le record mondial de « donnez-lui l'Emmy maintenant ». Il a observé son influence sur les « films de gangsters des années 1930 de Warner Brothers ». Robinson a conclu qu'il s'agissait « d'un pingouin gangster italo-américain » et a comparé le personnage principal à Tony Soprano et Vito Corleone. Amon Warmann, de Empire, lui a donné quatre étoiles, écrivant que son extension du film de Matt Reeves était « une preuve satisfaisante que cette approche plus fondée du personnage justifiait une série complète ». Il a écrit que son objectif principal était d'étudier le personnage d'Oswald et a salué l'épisode avec la mère du personnage comme « la dynamique la plus unique et la plus intrigante de la série ». Warmann a conclu que c'était « l'empathie » pour les personnages, en particulier Victor de Rhenzy Feliz, qui rendait la série captivante.  Pour Ben Travers d' IndieWire , la série était une allégorie de Donald Trump , et il a noté que la série présentait une « incarnation putride de l'opportunisme de Trump». Il a admis qu'elle était gênée par le fait d'être une suite de The Batman et une préquelle de la partie II , et lui a attribué un B-.
Dans une critique quatre étoiles, Jordan Bassett de NME a déclaré que le personnage de Cristin Milioti était « discrètement menaçant » et que LeFranc avait réussi à créer un Gotham différent de celui de Matt Reeves, un « légèrement moins pluvieux et [...] mieux éclairé », mais qui conserve « le cynisme qui se dégage de la ville infestée de corruption ». Ils se sont sentis déçus par la réduction du budget de la série, observant que cela nuisait à la conception des décors de la série et ont critiqué le rythme « lent » du premier épisode. Ils ont écrit que la série voit que « les racines de l'ambition d'Oz et du ressentiment bouillonnant envers le monde » forgent un récit « compulsif ». Bassett a conclu que la série a fini par être « plus convaincante qu'elle n'aurait peut-être dû l'être » et que « Farrell est aussi étonnant que jamais ». 
Julian Roman de MovieWeb a déclaré que « Colin Farrell doit faire de la place sur l'étagère pour un Emmy », et a salué sa performance comme « rien de moins qu'extraordinaire ». Il a qualifié la série d'« épopée de gangsters psychologiquement dérangeante », et l'a comparée à Scarface (1932) et King of New York (1990). Il a loué ses valeurs de production « à succès », écrivant qu'elles font « partie intégrante de son réalisme dur », citant en particulier le travail de Kalina Ivanov. Réitérant sur la performance de Farrell, il a observé que l'acteur « dépeint de manière convaincante un homme vivant avec un handicap important, mais il est également fort et totalement impitoyable lorsque cela est nécessaire ». Roman a attribué à la série un 4/5.
Dans une critique moins positive, Erik Adams d'IGN s'est plaint que « Lauren LeFranc et son équipe ont pris plus de responsabilités qu'ils ne peuvent en gérer », et que ses aspects de brutalité et de soif de sang ne sont « jamais aussi sensationnels que le gros budget et les accessoires de télévision de prestige le laissent entendre ». Il a loué le « don de la parole et l'âme blessée » de Farrell, qui ont empêché le personnage de devenir un trope. Le Daily Telegraph lui a donné trois étoiles sur cinq. Ed Power a fait l'éloge de la réinvention du Pingouin par Farrell en tant que « gangster charismatique tout droit sorti d'un film de Scorsese », et a estimé que son retour était impressionnant. Il a estimé que les créateurs ont créé un « psychodrame sinistre centré sur la relation troublée de Cobb avec sa mère malade mentale », et a déclaré que « le seul superpouvoir affiché est la capacité des producteurs à prendre une histoire simple sur la façon dont l'amitié de Cobb avec Sofia s'est détériorée en une rivalité mortelle et à l'étirer en huit heures de télévision souvent ennuyeuse ». 
Aramide Tinubu de Variety a déclaré que le récit robuste en fait un « examen magistral de la criminalité », et l'a salué comme « tordu, dérangeant et profondément captivant ». Elle a salué la performance de Deirdre O'Connell et a écrit que « la juxtaposition des Oz et Sofia à travers la série - y compris les flashbacks de leurs enfances contrastées et leurs réactions à la perte ou à la conquête de la domination - est l'un des aspects les plus convaincants de la série ».

## Distinctions

### Récompenses
- American Film Institute Awards 2024 : 10 meilleures séries de l'année
- Critics' Choice Awards 2025 : 
  - Meilleur acteur dans une mini-série ou un téléfilm pour Colin Farrell
  - Meilleure actrice dans une mini-série ou un téléfilm pour Cristin Milioti
- Golden Globes 2025 : Meilleur acteur dans une mini-série ou un téléfilm pour Colin Farrell
- Screen Actors Guild Awards 2025 : Meilleur acteur dans une mini-série ou un téléfilm pour Colin Farrell
- Writers Guild of America Awards 2025 : Meilleur scénario pour une mini-série ou un téléfilm pour Vladimir Cvetko, Breannah Gibson, Erika L. Johnson, Lauren LeFranc, Corina Maritescu, Megan Martin, John McCutcheon, Shaye Ogbonna, Nick Towne, Noelle Valdivia et Kira Snyder

### Nominations
- Critics' Choice Awards 2025 : 
  - Meilleure mini-série ou du meilleur téléfilm
  - Meilleure actrice dans un second rôle dans une mini-série ou un téléfilm pour Deirdre O'Connell
- Directors Guild of America Awards 2025 : Meilleure réalisation pour un téléfilm ou une mini-série pour Kevin Bray, Helen Shaver et Jennifer Getzinger
- Golden Globes 2025 : 
  - Meilleure mini-série ou du meilleur téléfilm
  - Meilleure actrice dans une mini-série ou un téléfilm pour Cristin Milioti
- Screen Actors Guild Awards 2025 : 
  - Meilleure actrice dans une mini-série ou un téléfilm pour Cristin Milioti
  - Meilleure équipe de cascadeurs dans une série télévisée